# Psychrophrynella wettsteini
Espèce
Synonymes
- Eupsophus wettsteini Parker, 1932
- Phrynopus wettsteini (Parker, 1932)
- Syrrophus laplacai Cei, 1968
- Phrynopus laplacai (Cei, 1968)

Statut de conservation UICN

 VU B1ab(iii)+2ab(iii) : Vulnérable
Psychrophrynella wettsteini est une espèce d'amphibiens de la famille des Craugastoridae.

## Répartition
Cette espèce est endémique de la province de Sud Yungas dans le département de La Paz en Bolivie. Elle se rencontre entre 2 900 et 3 900 m d'altitude dans la vallée d'Unduavi dans la cordillère Orientale.

## Étymologie
Cette espèce est nommée en l'honneur d'Otto von Wettstein.

## Publication originale
- Parker, 1932 : The systematic status of some frogs in the Vienna Museum. Annals and Magazine of Natural History, sér. 10, vol. 10, p. 341-344.